# Морський кодекс Амальфі
Морський кодекс Амальфі або Табула Амальфітана (лат. Tabula Amalphitana або Tabula de Amalpha) — середньовічний кодекс морського права, складений в італійській морській республіці Амальфі в XI столітті і доповнений в XIII столітті. Оригінальна назва — лат. Capitula et ordinationes Curiae Maritimae nobilis civitatis Amalphe. Це найстаріший італійський морський статут, що застосовувався на всій території європейського Середземномор'я до XVI століття. Кодекс містив різні правила, що регулювали морські перевезення і торгівлю, зокрема поведінку членів екіпажу в морі, покладаючи на кожного з них конкретні права та обов'язки.

## Історія

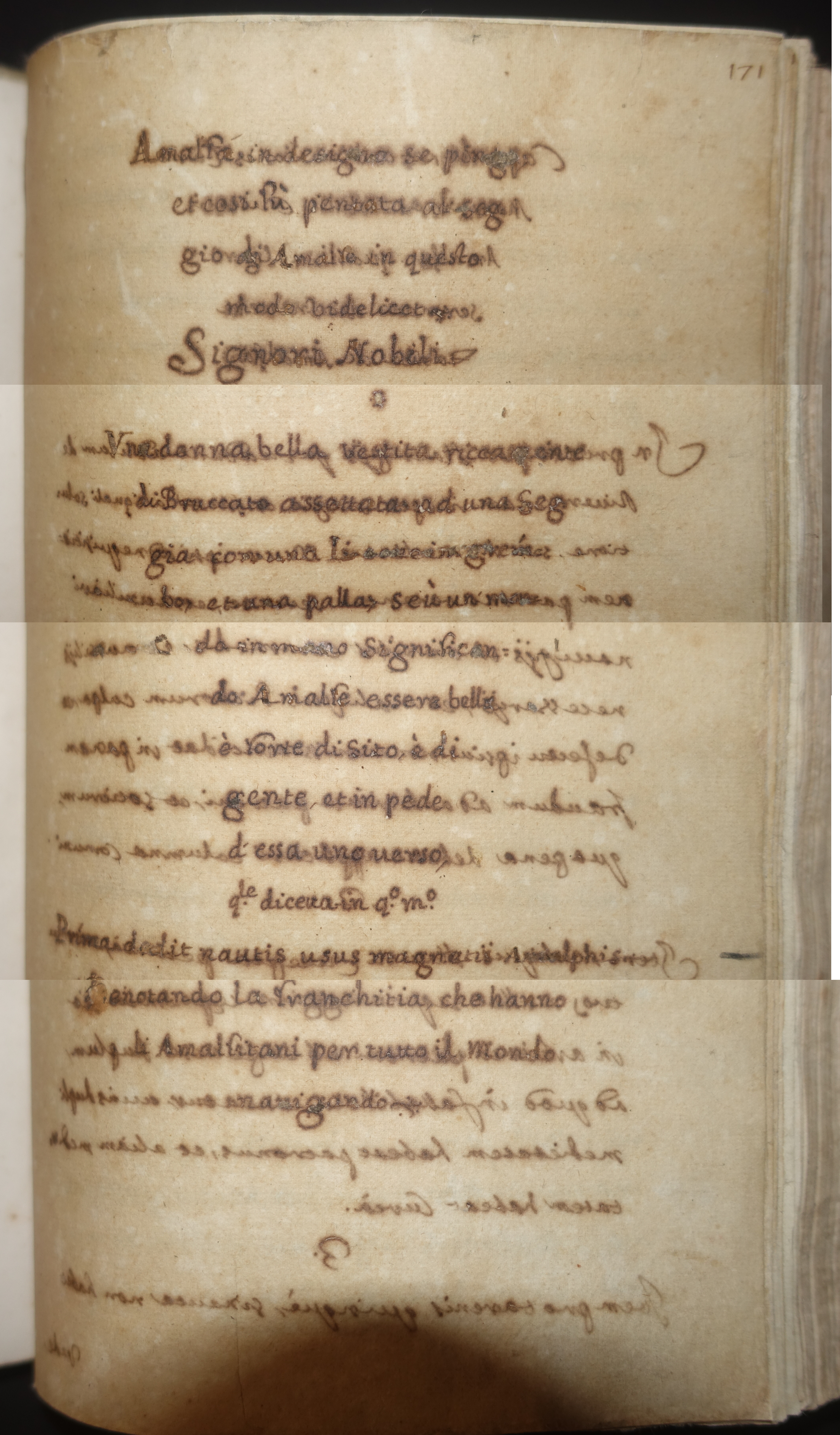
Табула Амальфітана в музеї компаса в Амальфі

Золотий вік Амальфійської республіки припав на IX—XI століття, коли вона стала однією з перших незалежних від візантійців торгових морських республік і багато в чому проклала шлях таким відомим в майбутньому італійським морським республікам, як Піза, Генуя та Венеція.
Оскільки Амальфі розташоване на невеликому клаптику суші між морем та горами і не має родючих земель, більшість її населення, включно з аристократією, вимушені були присвятити себе морській справі і морській торгівлі. Амальфі першою з європейських морських республік стала відігравати важливу роль в міжнародній торгівлі і започаткувала масштабні торгові операції з країнами Сходу — Візантією, Левантом, Єгиптом, Сицилією і Тунісом. Амальфійські купці зруйнували арабську монополію на середземноморську торгівлю і вже в Х столітті заснували мережу своїх торгових представництв від Південної Італії до Близького Сходу.
Найстарішу частину Морського кодексу Амальфі було укладено на піку розквіту незалежної республіки — в XI столітті, і пізніше доповнено статтями в XIII столітті. Оригінал кодексу не зберігся, однак до наших часів дійшла його рукописна копія, яка була зроблена для аристократичної амальфійської родини Доннорсо в XIV столітті. Пізніше рукопис перейшов у власність венеційського дожа Марко Фоскаріні, який в XVIII столітті продав його австрійському уряду. Рукопис був знайдено у Віденській національній бібліотеці у 1844 році. Відповідно до умов Сен-Жерменського мирного договору, в 1929 році рукопис було повернуто Італійській державі, яка передала його місту Амальфі для зберігання в місцевій ратуші. В грудні 2010 року примірник кодексу був переданий в нещодавно створений Музей компаса і Морського герцогства Амальфі, що розташований в приміщенні старого арсеналу Амальфі.
Морський кодекс Амальфі вплинув на розробку інших середньовічних морських статутів, таких як Пізанський, Генуезький та Каталонський і став «живим законом», що застосовувався в судах і куріях південної Італії під час норманського панування, а згодом і в Неаполітанському королівстві.

## Опис

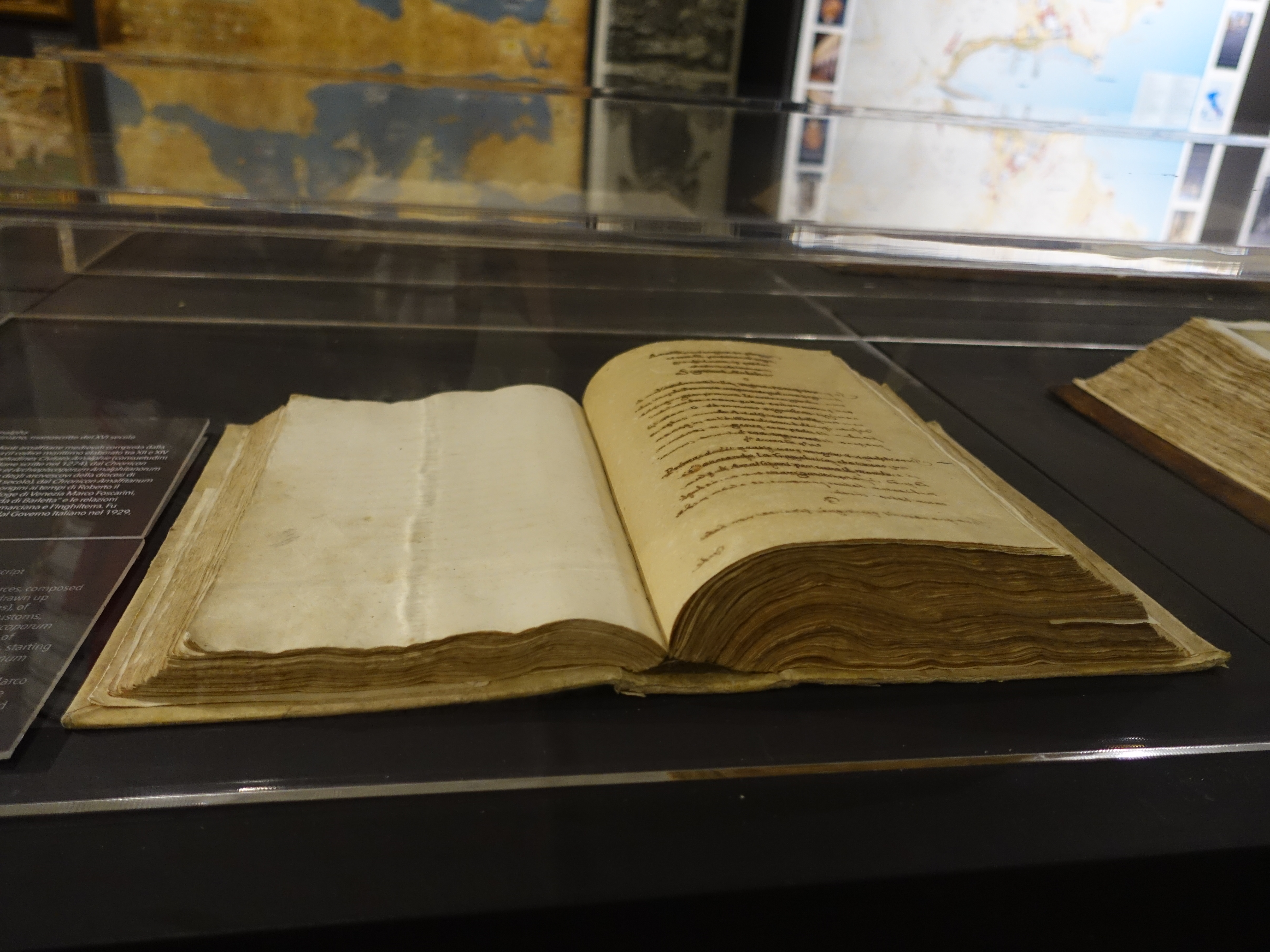
Рукописна копія Табули Амальфітани. Музей компаса. Амальфі

Кодекс складається з 66 статей, що називаються «главами». Перші 21 статті написані латиною і є найдавнішим розділом кодексу, що датується XI століттям, тоді як решта 45 статей, написані місцевим італійським діалектом (lingua volgare italiana), були додані пізніше в XIII столітті.
Кодекс являє собою збірник морських звичаїв та практик, що багато в чому базувались на Родоському морському законі (Lex Rhodia) з візантійського кодексу Базиліка (Basilica), виданого в IX столітті імператором Левом VI на основі переробки Цивільного кодексу Юстиніана I. Ці правила регулювали всі питання, що стосувались судноплавства та морських перевезень — порядок вирішення суперечок, ціну фрахту, обов'язки капітана та членів команди, виплату компенсації у разі втрати товару, розподіл прибутку та морських ризиків, обов'язки по ремонту чи озброєнню судна, залишення судна і товарів у разі небезпеки і т.ін., та становили невід'ємну частину правової системи морської республіки. Кодекс сприяв впровадженню практики морських перевезень на основі коносаменту.
Табула Амальфітана в чомусь схожа на сучасне звичаєве морське право, оскільки в ній не встановлювались загальні принципи права або абстрактні поняття, але натомість пропонувались конкретні відповіді на актуальні питання для задоволення безпосередніх потреб морської спільноти (societas maris). З цього можна зробити висновок, що Кодекс Амальфі має більш тісний зв'язок із сучасними морськими практиками і звичаями, розробленими самими учасниками морських відносин, а не з кодифікацією галузі, яка виникла в результаті народження сучасної держави.

## Значення
Морський кодекс Амальфі є важливою віхою в історії морського права та протягом довгих століть залишався авторитетним посібником з регулювання морських перевезень в середземноморському басейні, що встановлював правила, які застосовувались до укладання морських контрактів та для вирішення морських суперечок. Його історичне значення полягає у внеску, який він зробив у формування єдиного морського законодавства у всіх середземноморських прибережних державах, включаючи арабські.